# Cecilia Lindgren
Cecilia Lindgren, född 1974 i Falun, är en svensk journalist. Hon är nyhetsuppläsare på TV4 Stockholm, och har tidigare arbetat på TV4 Gävle-Dalarna, Dagens Nyheter och Falu-Kuriren.